# Tergu
Tergu (en sard, Tergu, sassarès Zèrigu) és un municipi italià, dins de la província de Sàsser. L'any 2007 tenia 570 habitants. Es troba a la regió d'Anglona. Limita amb els municipis de Castelsardo, Nulvi, Osilo, Sedini, Sennori i Sorso.

## Administració
| Període | Identitat         | Partit        |
| ------- | ----------------- | ------------- |
| 2006-   | Gian Franco Satta | Llista cívica |